# Joseph Colombo
Pour les articles homonymes, voir Colombo (homonymie), Joe Colombo et Joseph Colombo (musicien).
Joseph "Joe" Colombo Sr, né le 16 juin 1923 à New York et mort le 22 mai 1978 dans la même ville, est un gangster américain, chef de la famille Colombo, une des Cinq familles de la Cosa nostra de New York.
Il a donné son nom à cette famille du crime qui est encore utilisé en 2013, anciennement nommée famille Profaci. Il est connu pour avoir fondé la Ligue de défense des droits civiques des Italo-Américains (en), en 1970. Il est le premier chef mafieux à s'afficher ostensiblement dans les médias, ce qui déplaît aux autres parrains mafieux qui ne veulent pas attirer l'attention sur la mafia. Ceci a sûrement causé sa perte car il est abattu lors de la Deuxième Journée de l'unité italienne, le 28 juin 1971. Il reste plusieurs années dans le coma, et meurt d'un arrêt cardiaque le 22 mai 1978.
Seul John Gotti, vers la fin des années 1980 et le début des années 1990, aura la même couverture médiatique que lui, Gotti cherchant aussi à s'afficher ostensiblement dans les médias.

## Biographie

### Jeunesse et famille
Joseph Colombo, Sr. est né dans une famille italo-américaine. Son père, Anthony Colombo, était l'un des premiers membres de la famille Profaci, qui allait plus tard devenir la famille Colombo. En 1938, il est retrouvé mort par strangulation dans une voiture avec sa maîtresse. Joe Colombo étudie au lycée de New Utrecht à Brooklyn pendant deux ans, puis il abandonne ses études pour rejoindre les Garde-Côtes US. En 1945, il est diagnostiqué névrosé et est révoqué de son service militaire. Sa carrière professionnelle officielle fut d'être docker pendant 10 ans, puis 6 ans comme vendeur dans une usine de boucherie. Son dernier travail officiel étant d'avoir été vendeur dans l'immobilier.
Colombo possédait une modeste maison dans le quartier de Bay Ridge à Brooklyn et une propriété de 5 acres à Blooming Grove, dans l'état de New York. Il a cinq enfants, dont Christopher Colombo, Joseph Colombo Jr et Anthony Colombo.

### Première Guerre Colombo
Colombo intègre, comme son père, la famille Profaci. Il en devient un des principaux tueurs de la famille et est rapidement promu caporegime.
En 1961, Joe Gallo et son équipe enlèvent Colombo et d'autres membres du commandement de la famille Profaci. Gallo leur demande une redistribution plus équitable des revenus de la famille. Sa demande fait suite à sa constatation que certains membres de la famille mènent une vie opulente et taxent fortement les autres membres de la famille. Après plusieurs semaines de négociations, Profaci et les frères Gallo se mettent d'accord. Colombo et les autres otages sont relâchés. Vers la fin de l'année 1961, Profaci rejette l'accord prit avec les frères Gallo et s'ensuit la Première Guerre Colombo.
Le 6 juin 1962, Joe Profaci meurt et Joseph Magliocco prend sa succession à la tête de la famille. Maggliocco élabore rapidement un plan avec Joseph Bonanno pour éliminer le patron de la famille Lucchese, Tommy Lucchese et le patron de la famille Gambino, Carlo Gambino.
Magliocco veut sanctionner les deux patrons pour leur soutien aux frères Gallo et il soutient Bonnano car il prévoit que celui-ci va prendre le commandement de la Commission. Magliocco donne le contrat à Colombo, qui révélera le plan d'assassinat à Lucchese et Gambino. La Commission force Magliocco à se retirer du commandement et nomme Colombo à sa place comme parrain de la famille.
À l'âge de 41 ans, Colombo est un des plus jeunes parrains d'une famille mafieuse aux États-Unis. Il est aussi le premier Italo-Américain à être né aux États-Unis à devenir parrain d'une famille du crime de New York. À la différence d'autres patrons mafieux, il n'a pas de scrupule à se confronter publiquement aux forces de l'ordre. Par exemple, quand il est convoqué pour être questionné au sujet du meurtre de l'un de ses soldats, Colombo vient à la convocation sans avocats et rabroue l'enquêteur qui l'interroge, Albert Seedman (qui deviendra plus tard le supérieur des enquêteurs). L'interrogé répond : « Je suis un citoyen américain de première classe » et rajoute « je n'ai pas de badge qui fait de moi un citoyen modèle comme toi, mais je gagne ma vie honnêtement. »
Le 9 mai 1966, Colombo est condamné à 30 jours de prison pour avoir refusé de répondre aux questions du grand jury sur ses affaires financières. Ce sera sa première et dernière condamnation à de la prison ferme.

### Ligue de défense des droits civiques des Italo-Américains
Le 23 avril 1970, Colombo est arrêté, pour des accusations d'extorsions de fond. En réponse, au printemps, il crée la Ligue de défense des droits civiques des Italo-Américains en expliquant qu'il se considère traqué par le FBI du fait de ses origines italo-américaines. Il décide de prendre en filature les agents du FBI dans New York et envoie des piquets de grève dans les agences du FBI. Son activisme mène à une réponse massive de nombreux Italo-Américains qui se sentent eux aussi persécutés par le gouvernement fédéral et l'industrie du divertissement. Colombo forme la ligue pour améliorer l'action du groupe. Le 29 juin 1970, 50 000 personnes se réunirent au Columbus Circle à New York pour un rassemblement concernant la « journée de l'unité italo-américaine ». Parmi les participants se trouvent cinq membres du congrès et plusieurs membres importants du show-business.
Sous la direction de Colombo, la ligue grandit rapidement et atteint une audience nationale. À la différence des autres chefs mafieux qui fuient les médias, Colombo apparaît à la télévision dans des interviews, des fonds de soutien et à des assemblées pour l'engagement de la ligue. En 1971, il aligne la ligue avec le rabbin et militant politique Meir Kahane de la Jew Defense League (JDL) ou Ligue de défense juive, affirmant que les deux groupes sont harcelés par le gouvernement fédéral. Colombo va jusqu'à payer personnellement pour la libération conditionnelle de 11 membres de la JDL.
L'une des actions les plus notables de la ligue est de s'être opposée au tournage du Parrain de Francis Ford Coppola, accusant le film de dénigrer tous les Italo-Américains en les assimilant à des mafieux. Le producteur Albert S. Ruddy rencontre Colombo et parvient à un accord avec celui-ci : le film n'utilisera pas les termes « Mafia » et « Cosa nostra ». Dès lors, la ligue cesse sa campagne d'opposition et aide même l'équipe de tournage à trouver la maison et le jardin pour la scène d'ouverture du film.

### Tentative d'assassinat
Au début de l'année 1971, Joe Gallo sort de prison. Comme geste supposé de réconciliation, Colombo l'invite à une réunion de pacification en lui offrant 1 000 $. Gallo refuse l'invitation et dit qu'il n'acceptera jamais la paix entre les deux factions si Colombo ne lui offre pas 100 000 $. À cette époque, le parrain actif Vincenzo Aloi lance à nouveau l'ordre de tuer Gallo.
Le 11 mars 1971, après avoir été condamné pour parjure pour avoir menti sur sa licence pour devenir un vrai promoteur dans l'immobilier, Colombo est condamné à 2,5 ans dans une prison fédérale. Cependant, la condamnation est cassée en appel. 
Le 28 juin 1971, Colombo se fait tirer dessus et est sérieusement blessé durant la seconde Journée de l'unité italienne. Lorsque Colombo s'approche du podium pour s'adresser à la foule, Jerome Johnson, un délinquant de rue afro-américain, approche Colombo. Il porte une carte de presse de la ligue et est déguisé en photographe. Il tire trois balles avec un pistolet automatique dans la tête et le cou de Colombo. Le fils de Colombo et d'autres personnes ceinturent Johnson à terre. À ce moment, un second homme sort de la foule et abat Johnson. Le deuxième assaillant s'enfuit sans être identifié. La foule se disperse rapidement, bien que certains continuent à assister aux festivités.

### Années comme invalide et décès
Sérieusement blessé, Joseph Colombo restera paralysé durant les sept années suivantes. Le 28 août 1971, après deux mois au Roosevelt Hospital à Manhattan, Colombo est déplacé vers sa propriété de Blooming Grove. En 1975, une contre-expertise démontre que Colombo peut bouger son pouce et son index de sa main droite. En 1976, d'autres rapports médicaux montrent qu'il peut reconnaître des gens et dire plusieurs mots à la suite. 
Le 22 mai 1978, il meurt d'un arrêt cardiaque dans son lit à l'hôpital St Luke de Newburgh à New York.
Ses funérailles ont lieu à l'église catholique St Bernadette à Bensonhurst et il est enterré au cimetière de Saint John dans le Middle Village, un quartier du Queens.

## Enquête
Le New York Police Department (NYPD) a conclu que Johnson était un tireur solitaire. L'enquête a démontré que Johnson avait été vu quelques jours auparavant dans un club appartenant à Carlo Gambino. Une des théories sur cette tentative d'assassinat est que Carlo Gambino en était l'organisateur. Car Colombo a refusé d'écouter les remontrances de Gambino au sujet de la ligue et de la publicité qu'elle faisait sur la mafia. Comme réponse et conclusion aux plaintes de Gambino, Colombo lui aurait craché au visage. Cependant, les cadres dirigeants de la famille Colombo sont convaincus que Joe Gallo est le principal suspect. Gallo avait auparavant indiqué sa volonté de continuer la lutte armée. De plus, Johnson, qui était afro-américain, la famille Colombo pensait que Gallo l'avait recruté grâce à ses amis afro-américains lors de ses séjours en prison.
Après la tentative d'assassinat de Colombo, Joseph Yacovelli, devient le parrain en activité. Cependant, Yacovelli n'est juste que l'homme de paille de Carmine Persico, qui a pris le contrôle de la famille. L'attentat de Colombo déclencha la seconde guerre Colombo avec l'équipe de Gallo.

## Dans la culture populaire
En 2022, Paramount+ diffuse la mini-série The Offer, qui revient sur le tournage du film Le Parrain. Joseph Colombo y est incarné par Giovanni Ribisi.